# Club Atlético Unión (Sunchales)
El Club Atlético Unión es un club polideportivo, social y cultural de la ciudad de Sunchales, en la provincia de Santa Fe  que fue fundado el 2 de abril de 1948. Actualmente jugará en el Torneo Regional Federal Amateur en fútbol en 2025 y en el Torneo Federal de Básquetbol como disciplinas profesionales.
En el club se practican, además, las siguientes disciplinas: fútbol infantil, fútbol juvenil, fútbol mayor, básquet infantil, básquet juvenil, básquet mayor, básquet femenino, vóley femenino y masculino, patín artístico, gimnasia deportiva, tenis, karate-do, ajedrez y paddle.

## Historia

### Fútbol

#### Equipo de liga
Unión comenzó en la Liga Rafaelina de Fútbol apenas un año después de su fundación, y en sólo un año logró el campeonato de la "Zona Norte" de primera división. En los veinte años siguientes no logró consagrarse campeón. Recién en la década del '80 se obtuvieron varios subcampeonatos y se logró el título de Campeones de la Zona Norte en 1981 y campeón de los Torneos Absolutos de 1986 y 1989. La década del '90 comenzó con altibajos los cuales desencadenaron en el derecho a participar en el Torneo Argentino B tras ganar el campeonato del "Grupo 1" de la Liga Rafaelina.

#### Temporadas en el Argentino B
Comenzó a participar en la divisional en la temporada 2000/01, cuando compartió grupo con Argentino de San Carlos, San Cristóbal de Ángel Gallardo y Bartolomé Mitre de Esperanza. Con cuatro victorias y dos derrotas, avanzó a la siguiente etapa, donde quedó eliminado ante 9 de Julio de Rafaela en un triangular que compartió también con Ocampo Fábrica. Para la siguiente temporada también logró clasificarse, sin embargo, no pasó de la primera fase. En el Argentino B 2002/03, tras ganar las semifinales del torneo a Atlético Candelaria por 9 a 4 en el global, cayó en la final ante La Florida de Tucumán y por ello debió disputar la promoción ante Juventud Alianza de San Juan. En dicha instancia, tras ganar 5 a 0 como local, perdió de visitante 2 a 1 y con un global de 6 a 2 logró ascender al Torneo Argentino A. El equipo estaba conformado por Roberto Cabral, José Rodríguez, Matías Fler, José Zeballos, Diego Núñez (arquero), Carlos Godoy, Marcos Malenque, Rubén Darío Caballero, Ezequiel Cinturión, Jorge Salteño y Hermindo Benavidez.

#### Temporadas en el Argentino A
El primer Argentino A que disputó fue la temporada 2003/04, donde logró siete victorias, cuatro empates y nueve derrotas, salvando la categoría por 13 puntos y evitando la promoción por 5 puntos. En la siguiente temporada, tras un mal torneo Apertura, llegó a la final del torneo Clausura, donde cayó ante Aldosivi de Mar del Plata.
En el Torneo Argentino A 2005/06 tuvo una temporada normal, donde no pasó de los octavos de final en ambos torneos, Apertura y Clausura y en el Clausura de la temporada 2006/07 fue eliminado en una instancia similar. En la temporada 2007/08, la primera temporada sin Apertura y Clausura que disputó el equipo, llegó a segunda fase, cuadrangular que compartió con Atlético de Tucumán, Talleres de Perico y Cipolletti y quedó eliminado. En la temporada 2008/09 quedó eliminado en la primera fase. El Argentino A del 2009/10 volvió a jugarse con "Apertura" y "Clausura" y "el bicho", tras ganar un pentagonal del Apertura, cayó en semifinales ante Santamarina de Tandil.
En el Argentino A 2010/11 el equipo logró, tras ser segundo en su zona, accedió al nonagonal final, donde no logró ascender de manera directa, con lo que disputó la reválida. Fue eliminado en la primera eliminatoria ante Sportivo Belgrano tras caer como visitante 5 a 1. La siguiente temporada fue muy mala para el equipo, tal fue que quedó último en la primera fase con cuatro victorias, ocho empates y doce derrotas. Con veinte puntos comenzó la segunda fase, donde debía al menos superar a Alumni de Villa María para evitar descender. Tras jugar seis partidos, ambos empataron en puntos, con lo que, considerando que el elenco cordobés había obtenido un punto más en la fase anterior, Unión descendió automáticamente.

#### Paso por el Torneo Argentino B y la vuelta al Federal A
En el Torneo Argentino B 2012/13 compartió la zona 5 con otros trece equipos, quedando sexto y eliminado en la primera fase con once victorias, seis empates y nueve derrotas. En el siguiente torneo, tras ganar la zona 7 en la primera fase con 10 victorias, cuatro empates y cuatro derrotas, ganó la segunda fase con cinco victorias, tres empates y dos derrotas, llegando así a la tercera fase, donde eliminó a Coronel Aguirre y luego fue eliminado por Unión de Villa Krause.
Lejos de lamentarse, el Bicho verde incorporó a Daniel Salvatierra (delantero de Coronel Aguirre) y a Nicolás Vitarelli Góngora (volante del Club Atlético 9 de Julio (Rafaela)) con el objetivo de volver al Torneo Federal A. En la primera fase, Unión tuvo un desempeño brillante y finalizó en el primer lugar de la zona 7 con ocho victorias, cuatro empates y dos derrotas.
Ya en play-offs, el equipo sunchalense se deshizo fácilmente, en cuartos de final, de Aprendices Casildenses de Casilda (Santa Fe) tras igualar 2-2 como visitante, y de golear 4-0 en condición de local.
Una vez en semifinales, el Bicho Verde debía medir fuerzas con 9 de Julio (Rafaela), un verdadero clásico de la Liga Rafaelina de Fútbol. El partido de ida, jugado el 28/01/2015, acabó con un triunfo del conjunto rafaelino por dos tantos contra uno. Cuatro días después, en un accidentado partido (que acabó con una pelea entre los hinchas de ambos equipos) Unión dio vuelta la serie con un claro 2-0 (dos goles de Vitarelli Góngora) y accedió a la final por el ascenso.
El último rival del equipo albiverde, era Juventud (Pergamino). En el primer match de la serie final, disputada el 09/02/2015, en la Provincia de Buenos Aires, Unión consiguió un decisivo triunfo por 1 a 0, con gol del juvenil Rubén Tarasco, y quedó a un paso del objetivo. El partido de vuelta, jugado seis días después, finalizó con una igualdad a uno, y el Bicho Verde logró el ansiado ascenso al Torneo Federal A.
Para el Torneo Federal A 2015, Unión de Sunchales cumplió con una campaña extraordinaria llegando, por primera vez en su historia, hasta la final del torneo por el ascenso a la Primera B Nacional, cayendo en la final ante Juventud Unida Universitario.

#### Doble consagración en la Copa Santa Fe
En el año 2016, la Provincia de Santa Fe comenzó a organizar un nuevo torneo a nivel provincial: la Copa Santa Fe, el cual reúne a todos los equipos del distrito y que se desarrolla con diferentes fases a eliminación directa. En su primera edición, y aprovechando que los principales equipos de la provincia le restaban importancia, el Bicho Verde se consagró campeón derrotando en la final a otra de las sorpresas del torneo: Sportivo Las Parejas. 
La final constó de dos partidos (ida y vuelta) que se jugaron en el mes de octubre de aquel año. El primer cotejo se disputó en la ciudad de Las Parejas y finalizó igualado 0 a 0. La revancha jugada en Sunchales, finalizó con una victoria del equipo local por 2-1, quien arrancó 0-1 abajo. De esta forma, Unión se consagró como el primer campeón oficial de la Copa Santa Fe.
Por el Torneo Federal A, el equipo lograría en general buenos desempeños, peleando siempre por lograr el ascenso a la Primera B Nacional. 
En la tercera edición de la Copa Santa Fe, Unión de Sunchales nuevamente lograría coronarse como campeón de la provincia del litoral argentino, e incluso logrando victorias memorables frente a grandes equipos como Atlético de Rafaela, Unión y Colón, ambos Santafesinos. Fue precisamente el conjunto Sabalero, quien enfrentó al Bicho Verde en la final de aquella edición. El primer encuentro, disputado en Sunchales, finalizó con una victoria de equipo local por 3 a 2. Con una leve ventaja, se esperaba un encuentro peleado y encarnizado en la revancha.
Sin embargo, y contra todos los pronósticos, Unión de Sunchales logró una increíble e histórica victoria por 3 a 0 ante el equipo titular del sabalero; y con un marcador global muy abultado (6-2), el equipo albiverde se consagró por segunda vez como el mejor equipo de la provincia de Santa Fe.

#### Actualidad
El 22 de septiembre de 2024, Unión descendió al Torneo Regional Federal Amateur tras militar durante 12 años en la categoría, luego de caer por 2 a 0 ante Gimnasia y Esgrima de Concepción del Uruguay en el partido desempate por el descenso. El desenlace del equipo se dio al finalizar sexto en la Zona 4 de la Primera Fase y último en su zona de la Reválida, finalizando penúltimo en la tabla acumulada de la Zona B con 20 puntos.

### Básquet
El deporte comienza a practicarse a mediados de los '50 y en 1987 logra su primer título local, en la "Asociación Rafaelina de Básquet".
Tras un fugaz paso entre 1990 y 1992 por la segunda división nacional, "el bicho" transitó la tercera división durante varias temporadas, llegando a semifinales en la 2002/03, para en la 2004/05 lograr el ascenso a la renovada segunda división, el Torneo Nacional de Ascenso, además de ser campeón de la tercera categoría.
Comenzó a participar en el TNA 2005/06, donde durante la primera fase logró buenos resultados y se clasificó al TNA 1, segunda fase para los mejores equipos a nivel nacional. En dicha fase, en la última jornada obtuvo una victoria que le valió clasificarse a cuartos de final de manera directa, donde se enfrentó con Obras Sanitarias, equipo que lo eliminó de la competencia en el quinto juego de la serie, jugado en Sunchales. En la siguiente temporada quedó eliminado en una instancia similar y en la temporada 2007/08 llegó a las semifinales, donde Ciclista Olímpico le ganó y obtuvo el ascenso a la máxima división.
La temporada 2008/09 sería la vencida, ya que "el bicho" cerró la primera fase entre los mejores, accediendo nuevamente al TNA 1 y terminando primero del mismo. Sin embargo, en los play-offs no le fue tan bien y, tras caer en semifinales, accedió al repechaje por el segundo ascenso, donde, tras derrotar 72 a 63 a San Martín de Corrientes en el quinto partido de la serie, logró el ascenso a la Liga Nacional de Básquet.
En su primera temporada en Liga Nacional, cerró la fase regular con 23 victorias y 21 derrotas, accediendo a la reclasificación, donde Regatas Corrientes lo eliminó en cuatro juegos. A pesar de la gran temporada, el alto costo económico que lleva tener un equipo en el más alto nivel nacional lo llevó al club a vender su plaza.
Volvería a disputar el TNA para la temporada 2010/11, y tras algunas temporadas en la segunda categoría, descendió al Torneo Federal de Básquetbol en la temporada 2012/13, categoría en la que actualmente se encuentra.

## Instalaciones

### Estadio de fútbol
El club cuenta con el Estadio de la Avenida con capacidad para 5000 personas. Es denominado así ya que se encuentra en el predio del club ubicado entre la Avenida Belgrano, Gabriel Miretti, San Luis y Montalbetti.

### Estadio de básquetbol
En el mismo predio, Unión cuenta con un recinto de básquetbol denominado La Fortaleza del Bicho, con capacidad para 1700 personas. Fue reinaugurado el 7 de diciembre de 2005 luego del ascenso al TNA.

## Uniforme
| Período        | Patrocinador                                         |
| -------------- | ---------------------------------------------------- |
| 1990–2008      | Sancor Seguros                                       |
| 2008–2010      | Ospil Salud/Sancor Seguros                           |
| 2010–2012      | Cónsul Group/Ospil Salud                             |
| 2012–2014      | Ospil Salud/Sancor Seguros                           |
| 2014– 2020     | Sancor Seguros / Prevención Salud                    |
| 2020– 2022     | Sancor Seguros / Aguas y Procesos                    |
| 2023– Presente | Sancor Seguros / Aguas y Procesos / Duomake Cortinas |

| Período       | Proveedor  |
| ------------- | ---------- |
| 1980–1994     | Adidas     |
| 1992–1999     | Olan       |
| 1999–2004     | Brisa      |
| 2004–2006     | RSP        |
| 2006–2009     | Kappa      |
| 2009–2010     | Air Sport  |
| 2010–2012     | Reusch     |
| 2012-2021     | For Export |
| 2021          | Invicto    |
| 2022          | For Export |
| 2023-Presente | Ipro       |

## Datos del club

### Fútbol
- Temporadas en primera división: 0
- Temporadas en segunda división: 0
- Temporadas en tercera división:
  - Torneo Argentino A: 9 (2003-2012)
  - Torneo Federal A: 11 (2015-)
- Temporadas en cuarta división:
  - Torneo Argentino B: 5 (2000-2003, 2012-2014)
  - Torneo Federal B: 1 (2014)
- Temporadas en quinta división:
- Participaciones en Copa Nacional: 4 (2011-12, 2012-13, 2013-14, 2014-15)

### Básquet
- Temporadas en primera división: 1 (2009-10)
  - Mejor puesto en la liga: Reclasificación
- Temporadas en segunda división:
  - Liga B: 3 (1990, 1990-91, 1991-92)
  - TNA: 6 (2005-06, 2006-07, 2007-08, 2010-11, 2011-12, 2012-13)
- Participaciones en Copa Argentina: 5 (2005-2010)

## Jugadores

### Plantel 2023
- Actualizado al 28 de febrero de 2023

- Los equipos argentinos están limitados a tener un cupo máximo de seis jugadores extranjeros, aunque solo cinco podrán firmar la planilla del partido

#### Altas
| Verano              |                |                           |                      |
| Gonzalo González    | Guardameta     | Ben Hur de Rafaela        | Regresa del préstamo |
| Román Barreto       | Defensa        | Ciudad de Bolívar         | Libre                |
| Matías Barrientos   | Defensa        | Guaraní Antonio Franco    | Libre                |
| Marcelo Cardozo     | Defensa        | Boca Unidos de Corrientes | Libre                |
| Gonzalo Hansen      | Defensa        | Libertad de Sunchales     | Libre                |
| Alexis Niz          | Defensa        | Chaco For Ever            | Libre                |
| Alexander Ponce     | Defensa        | Atlético Rafaela          | Préstamo             |
| Joaquín Castellano  | Centrocampista | Ben Hur de Rafaela        | Libre                |
| Alejo Ceccherini    | Centrocampista | Atlético Rafaela          | Préstamo             |
| Facundo Farías      | Centrocampista | Colón de Santa Fe         | Libre                |
| Santino Gaido       | Centrocampista | Argentino Quilmes         | Regresa del préstamo |
| Lucas González      | Centrocampista | Pucará                    | Libre                |
| Matías Grandis      | Centrocampista | Vélez de Oliva            | Libre                |
| Francisco Ibáñez    | Centrocampista | San Jorge de Brinkmann    | Libre                |
| Ignacio Mena        | Centrocampista | Colón de San Justo        | Libre                |
| Santiago Paulini    | Centrocampista | Newell's Old Boys         | Libre                |
| Nicolás Pautasso    | Centrocampista | Argentino Quilmes         | Regresa del préstamo |
| Gonzalo Schonfeld   | Centrocampista | Atlético Carcarañá        | Regresa del préstamo |
| Marcos Vallejos     | Centrocampista | Huracán de Villa Ocampo   | Libre                |
| Santiago Colombatti | Delantero      | Atlético Rafaela          | Préstamo             |
| Ciro Leineker       | Delantero      | Atlético Rafaela          | Préstamo             |
| Lucas Matas         | Delantero      | Platense                  | Libre                |
| Pedro Muné          | Delantero      | Aurora                    | Libre                |
| Matías Tejeda       | Delantero      | Libertad de Sunchales     | Libre                |
| Invierno            |                |                           |                      |
| -                   | -              | -                         | -                    |

#### Bajas
| Verano              |                |                             |                  |
| Santiago Barraza    | Defensa        | Lamadrid                    | Fin de contrato  |
| Ignacio Barros      | Defensa        | Agente libre                | Fin de contrato  |
| Nicolás Canavesio   | Defensa        | Chiesanuova                 | Fin de contrato  |
| Raúl Chamorro       | Defensa        | Gimnasia y Tiro de Salta    | Fin de contrato  |
| Ezequiel Gnemmi     | Defensa        | Sportivo Norte de Rafaela   | Fin de contrato  |
| Lucas Sánchez       | Defensa        | Agente libre                | Fin de contrato  |
| Pedro Sanz          | Defensa        | Defensores de Belgrano (VR) | Fin de contrato  |
| Martín Caballo      | Centrocampista | Sportivo Las Parejas        | Fin de contrato  |
| Uriel Funes         | Centrocampista | River Plate                 | Libre            |
| Germán Mayenfisch   | Centrocampista | Ben Hur de Rafaela          | Fin de contrato  |
| Francisco Robles    | Centrocampista | Talleres de Córdoba         | Fin del préstamo |
| Cristian Sánchez    | Centrocampista | Agente libre                | Fin de contrato  |
| Augusto Magoia      | Delantero      | Real Pilar                  | Fin de contrato  |
| Braian Otero        | Delantero      | Agente libre                | Fin de contrato  |
| Alfredo Pussetto    | Delantero      | Central Norte de Salta      | Fin de contrato  |
| Denis Stracqualursi | Delantero      | Sportivo Norte de Rafaela   | Fin de contrato  |
| Invierno            |                |                             |                  |
| -                   | -              | -                           | -                |

## Calendario de actividades fijas (Deportivas, sociales y culturales)
- Mes de la Mujer (marzo)
- Cumpleaños Club Atlético Unión (2 de abril)
- Desfile de Modas (abril)
- Chocolate para niños (mayo)
- Encuentro de Minivóley "Caucito" (mayo)
- Encuentro de Minibásquet "Somos el Futuro" (julio)
- Aniversario Bonampacks Megadisco (9 de julio)
- Festival Anual de Patín Artístico (agosto)
- Chocolate para Mayores (agosto)
- Fiesta Nacional del Fútbol Infantil (octubre)
- Encuentro de Gimnasia Deportiva (noviembre)

## Palmarés
- Copa Santa Fe (2): 2016 y 2018.
- Torneo Federal B (1): 2014
- Copa Jorge Suardiaz (1):2016
- Liga Rafaelina de Fútbol : 1950 (Zona Norte), 1951 (Zona Norte), 1980 (Torneo Definición N.º 1), 1981 (Torneo Clasificación), 1986 (Torneo Absoluto), 1989 (Torneo Absoluto), 1999 (Apertura), 1999 (Clausura), 1999 (Absoluto), 2001 (Apertura), 2001 (Clausura), 2001 (Absoluto), 2008 (Apertura), 2008 (Absoluto), , 2009 (Clausura), 2009 (Absoluto), 2012 (Torneo Preparación), 2014 (Clausura), 2014 (Absoluto)
- Reserva Liga Rafaelina de Fútbol: 1973 (Zona Norte), 1981 (Zona Norte), 1992 (Torneo Clasificación), 1999, 2000 (Apertura), 2000 (Clausura), 2001 (Clausura), 2009 (Apertura), 2010 (Apertura), 2010 (Oficial), 2011 (Apertura), 2014 (Clausura), 2014 (Absoluto)
- Divisiones Inferiores Liga Rafaelina de Fútbol: 7ª división 1981, 3ª división 1984, 8.ª división 1987, 9.ª división 1994, 6.ª división 1998, 5ª división 1999, 5ª división 2001 (Apertura), 5ª división 2001 (Clausura), 5ª división 2002, 5ª división 2003, 5ª división 2004, 9.ª división 2004, 7ª división 2007, Torneo Selectivo 2007 Sub-21, 5ª división 2009 (Torneo Preparación), 8.ª división 2010 (Torneo Preparación), 6.ª división 2012 (Torneo Preparación), 5ª división 2013 (Torneo Preparación), 5ª división 2013 (Oficial), 5ª División 2014 (Torneo Preparación), 5ª División 2022 (Torneo Copa de Oro)
- Premio Fair Play 2003, 2014

## Temporadas de Unión
| Torneo Argentino A 2003/04 | 1ª Ronda      | 20  | 7   | 4   | 9   | 26  | 33  | -                                    |
| Torneo Argentino A 2004/05 | Final         | 28  | 11  | 8   | 9   | 44  | 46  | -                                    |
| Torneo Argentino A 2005/06 | 2ª Ronda      | 26  | 11  | 7   | 8   | 44  | 40  | -                                    |
| Torneo Argentino A 2006/07 | 2ª Ronda      | 30  | 14  | 5   | 11  | -   | -   | -                                    |
| Torneo Argentino A 2007/08 | 2ª Ronda      | 38  | 17  | 11  | 10  | -   | -   | -                                    |
| Torneo Argentino A 2008/09 | 1ª Ronda      | 32  | 10  | 11  | 11  | -   | -   | -                                    |
| Torneo Argentino A 2009/10 | Semifinal     | 38  | 21  | 5   | 12  | 66  | 50  | Christian Leichner: 12               |
| Torneo Argentino A 2010/11 | Tercera Fase  | 38  | 14  | 14  | 10  | 51  | 41  | -                                    |
| Torneo Argentino A 2011/12 | Primera Fase  | 30  | 6   | 10  | 14  | 23  | 41  | -                                    |
| Torneo Federal A 2015      | Séptima Fase  | 41  | 19  | 9   | 13  | 53  | 41  | Joaquín Molina: 14                   |
| Torneo Federal A 2016      | 3° Zona G     | 12  | 5   | 2   | 5   | 19  | 14  | Jonatan Bauman: 5                    |
| Torneo Federal A 2016-17   | Quinta Etapa  | 30  | 13  | 7   | 10  | 47  | 40  | Daniel Salvatierra y Diego López: 13 |
| Torneo Federal A 2017-18   | Tercera Etapa | 27  | 9   | 10  | 8   | 30  | 30  | Pablo Gaitán: 9                      |
| Torneo Federal A 2018-19   | Segunda Etapa | 25  | 9   | 7   | 9   | 32  | 34  | Joaquín Molina: 10                   |
| Torneo Federal A 2019-20   | Cancelada     | 21  | 6   | 10  | 5   | 25  | 21  | Santiago Stelcaldo: 4                |
| Torneo Federal A 2020      | Primera Ronda | 4   | 0   | 4   | 0   | 5   | 5   | Tomás Attis: 2                       |
| Torneo Federal A 2021      | Primera Ronda | 28  | 7   | 9   | 12  | 28  | 40  | Tomás Attis: 12                      |
| Torneo Federal A 2022      | Primera Ronda | 32  | 8   | 6   | 18  | 30  | 48  | Germán Mayenfisch: 8                 |
| Torneo Federal A 2023      | Primera Ronda | 32  | 11  | 4   | 17  | 25  | 38  | Ciro Leineker: 6                     |
| Total                      | 0°            | 494 | 181 | 132 | 181 | 548 | 552 | -                                    |

| Torneo Argentino B 2000-01 | 2ª Ronda | 10 | 5  | 0  | 5  | 23  | 20  | -                     |
| Torneo Argentino B 2001-02 | 1ª Ronda | 4  | 2  | 1  | 1  | 11  | 4   | -                     |
| Torneo Argentino B 2002-03 | Ascenso  | 6  | 2  | 0  | 4  | 17  | 10  | -                     |
| Torneo Argentino B 2012-13 | 1ª Ronda | 26 | 11 | 6  | 9  | 43  | 32  | -                     |
| Torneo Argentino B 2013-14 | 4ª Ronda | 32 | 17 | 8  | 7  | 74  | 37  | Franco Soldano : 19   |
| Torneo Federal B 2014      | Ascenso  | 20 | 11 | 6  | 3  | 33  | 19  | Daniel Salvatierra: 8 |
| Total                      | -        | 98 | 48 | 21 | 29 | 201 | 122 | -                     |

| Copa Argentina 2012/13 | Fase preliminar           | 1  | 0 | 1 | 0 | 0  | 0  | -                                        |
| Copa Argentina 2013/14 | Fase Inicial Regional III | 5  | 3 | 2 | 0 | 14 | 6  | Joaquín Molina y Lucas Saucedo: 4        |
| Copa Argentina 2014/15 | Primera etapa             | 1  | 0 | 1 | 0 | 0  | 0  | -                                        |
| Copa Argentina 2015/16 | Treintaidosavos de final  | 3  | 2 | 0 | 1 | 4  | 4  | Gaitán, Salvatierra, Weissen y Bauman: 1 |
| Copa Argentina 2016-17 | Fase preliminar regional  | 2  | 0 | 0 | 2 | 1  | 8  | Daniel Salvatierra: 1                    |
| Copa Argentina 2017-18 | Segunda fase              | 4  | 3 | 0 | 1 | 6  | 3  | Facundo Cabral: 3                        |
| Copa Argentina 2018-19 | Treintaidosavos de final  | 3  | 0 | 2 | 1 | 5  | 7  | Wilson Palacios: 3                       |
| Total                  | 7/10                      | 19 | 8 | 6 | 5 | 30 | 28 |                                          |

| Liga Rafaelina 1948-2002 | ?          | - | - | - | - | - | - | - |
| Liga Rafaelina 2025      | En Disputa | - | - | - | - | - | - | - |
| Total                    | 7 Títulos  | ? | ? | ? | ? | ? | ? | - |

| Copa Santa Fe 2016 | Campeón          | 7  | 3  | 4  | 0 | 11 | 7  | Daniel Salvatierra: 4           |
| Copa Santa Fe 2017 | Cuartos de final | 5  | 3  | 2  | 0 | 11 | 7  | Diego López y Facundo Cabral: 3 |
| Copa Santa Fe 2018 | Campeón          | 8  | 6  | 2  | 0 | 15 | 5  | Joaquín Molina: 4               |
| Copa Santa Fe 2019 | Cuartos de final | 2  | 1  | 1  | 0 | 3  | 0  | Valdivia, Palacios y (OG): 1    |
| Copa Santa Fe 2022 | Cuartos de final | 4  | 3  | 0  | 1 | 6  | 2  | Cristian Sánchez: 2             |
| Copa Santa Fe 2023 | Tercera Ronda    | 2  | 0  | 1  | 1 | 2  | 3  | Adrián Rodríguez: 2             |
| Copa Santa Fe 2024 | Tercera Ronda    | 2  | 0  | 1  | 1 | 0  | 1  | -                               |
| Total              | 2º               | 30 | 16 | 11 | 3 | 48 | 24 | Daniel Salvatierra: 5           |

#### Resumen estadístico
| Competición                         | PJ  | PG  | PE  | PP  | GF  | GC  | Mejor resultado |
| ----------------------------------- | --- | --- | --- | --- | --- | --- | --------------- |
| Era profesional                     |     |     |     |     |     |     |                 |
| Tercera División                    | 494 | 181 | 132 | 181 | 548 | 552 | Subcampeón      |
| Cuarta División                     | 98  | 48  | 21  | 29  | 201 | 122 | Ascenso (1)     |
| Copa Nacional                       | 19  | 8   | 6   | 5   | 30  | 28  | 32vos de final  |
| Copa Provincial                     | 30  | 16  | 11  | 3   | 48  | 25  | Campeón (2)     |
| Subtotal era profesional            | 641 | 253 | 170 | 218 | 832 | 740 | 2 Títulos       |
| Era amateur                         |     |     |     |     |     |     |                 |
| Liga Rafaelina                      | ?   | ?   | ?   | ?   | ?   | ?   | Campeón (7)     |
| Copa Federación                     | ?   | ?   | ?   | ?   | ?   | ?   | ?               |
| Subtotal era amateur                | ?   | ?   | ?   | ?   | ?   | ?   | Campeón (7)     |
| Total Era amateur y Era profesional | ?   | ?   | ?   | ?   | ?   | ?   | 9 Títulos       |

* En negrita las competiciones actuales.